# Harcerski klub turystyczny
Harcerski klub turystyczny (HKT) – rodzaj specjalistycznej jednostki, działającej w Związku Harcerstwa Polskiego, realizującej program harcerski, wzbogacony turystyką i krajoznawstwem.

## Jednostki
Do jednostek tego typu należą m.in.:
- Harcerski Klub Turystyczny „Azymut” w Swarzędzu[2],
- Harcerski Klub Turystyczny „10,5 km” im. Jerzego Kukuczki w Pile,
- Harcerski Klub Turystyczny „Ósemka” w Namysłowie,
- Harcerski Klub Turystyczny „Kremenaros” w Nysie,
- Harcerski Klub Turystyczny w Sanoku,
- Harcerski Klub Turystyczny „Mobilek” w Mińsku Mazowieckim,
- Harcerski Klub Turystyki Pieszej „Sezam” im. Aleksandra Kamińskiego w Koszalinie,
- Harcerski Klub Turystyczny „Syndrom” w Głuchołazach.
- Harcerski Klub Turystyczny „Wihajster” w Gostyninie